# Klaus Friedrich Roth
Klaus Friedrich Roth (segundo o alfabeto fonético internacional, o último sobrenome pronuncia-se [rəʊθ]) (Wrocław, Polônia, (antiga Breslau, Alemanha), 29 de outubro de 1925 – Inverness, Escócia, 10 de novembro de 2015) foi um matemático britânico.
Conhecido por seu trabalho em aproximação diofantina, pela teoria da discrepância e pelo Grande Crivo.

## Vida
Roth foi para a Inglaterra e freqüentou a escola St Paul's em Londres, de 1939 a 1943. Depois foi para Peterhouse, Universidade de Cambridge, onde obteve seu Bacharelado de Artes em 1945.
Após se graduar, Roth se tornou assistente mestre na escola Gordonstoun, a 10 km de Elgin na Escócia, escola fundada em 1934 por Kurt Hahn, que tinha como um dos princípios o desenvolvimento do caráter, além do desenvolvimento acadêmico.
Em 1946 Roth retornou para Londres, para realizar pesquisas na University College. Tornou-se mestre em 1948 e assistant lecturer (grau acadêmico do Reino Unido) neste ano. Tornou-se doutor em 1950, se tornando lecturer. Em 1956 se tornou reader (grau acadêmico do Reino Unido semelhante ao de Livre Docente) e em 1961 se tornou professor (outro grau acadêmico do Reino Unido semelhante ao Professor Titular no Brasil).
Ainda enquanto lecturer na University College, Roth fez descobertas fundamentais na matemáticas. Resolveu o grande problema aberto de aproximar números algébricos em números racionais.

## Contribuições para a matemática
- Aproximação diofantina
- Teoria da discrepância
- Grande Crivo

## Condecorações
- 1958 - Medalha Fields
- 1960 - Eleito membro da Royal Society de Londres
- 1963 - Eleito membro da Royal Society de Edinburgo
- 1983 - Medalha De Morgan
- 1991 - Medalha Sylvester